# Karibu (Architekt)
Karibu war ein nabatäischer Architekt, der im ersten Jahrhundert in der arabischen Stadt Hegra tätig war.
Er war der Sohn des Steinmetzes Abd’obodat, mit dem er zusammen auf einem Graffito genannt wird. Da es sich um die einzige überlieferte Signatur handelt, ist sein Werk unklar. Die Bezeichnung als Architekt und die Nennung zusammen mit seinem Vater lässt jedoch vermuten, dass Karibu wie sein Vater an den Grabfassaden von Hegra arbeitete.